# Tz’akbu Ajaw
Tz’akbu Ajaw (zm. 16 listopada 672) – królowa Majów w Palenque jako żona Pakala Wielkiego.
Córka Yax Itzam Aat Tuun Ajaw z Uxte’k’uh. Najwyraźniej w 626 poślubiła K’inich Janaab’ Pakal i urodziła mu synów: Kan Bahlama w 635 i K’an Joy Chitama w 644. Zmarła 16 listopada 672.